# Agramunt (Sant Llorenç Savall)
Agramunt és una masia del municipi de Sant Llorenç Savall (Vallès Occidental) protegida com a bé cultural d'interès local. Està situada a la capçalera de la vall d'Horta, a uns 600 metres d'altitud.

## Descripció
La masia d'Agramunt es troba a ponent del castell de Pera i al vessant de llevant de Roca Sareny. Està formada per diversos cossos. El cos principal té la teulada a dues vessants mentre que els altres alguns són a un i altres a dos vessants. Les obertures són escasses, petites i allindanades. La porta d'accés al recinte és un arc rebaixat adovellat. El parament és de pedres sense escairar unides amb morter.

## Història
Masia documentada des del segle xiv que, malgrat ser la masia més propera al castell de Pera, estava sota el domini del monestir de Montserrat. El mas va ser habitat per la família Comapregona, la mateixa que vivia al mas Pregona. L'any 1695, la masia va ser adquirida per la família Gibert de Mura, que la van reformar profundament, donant-li l'aspecte actual i esborrant-ne els vestigis del segles anteriors.